# Nutriëntenkringloop

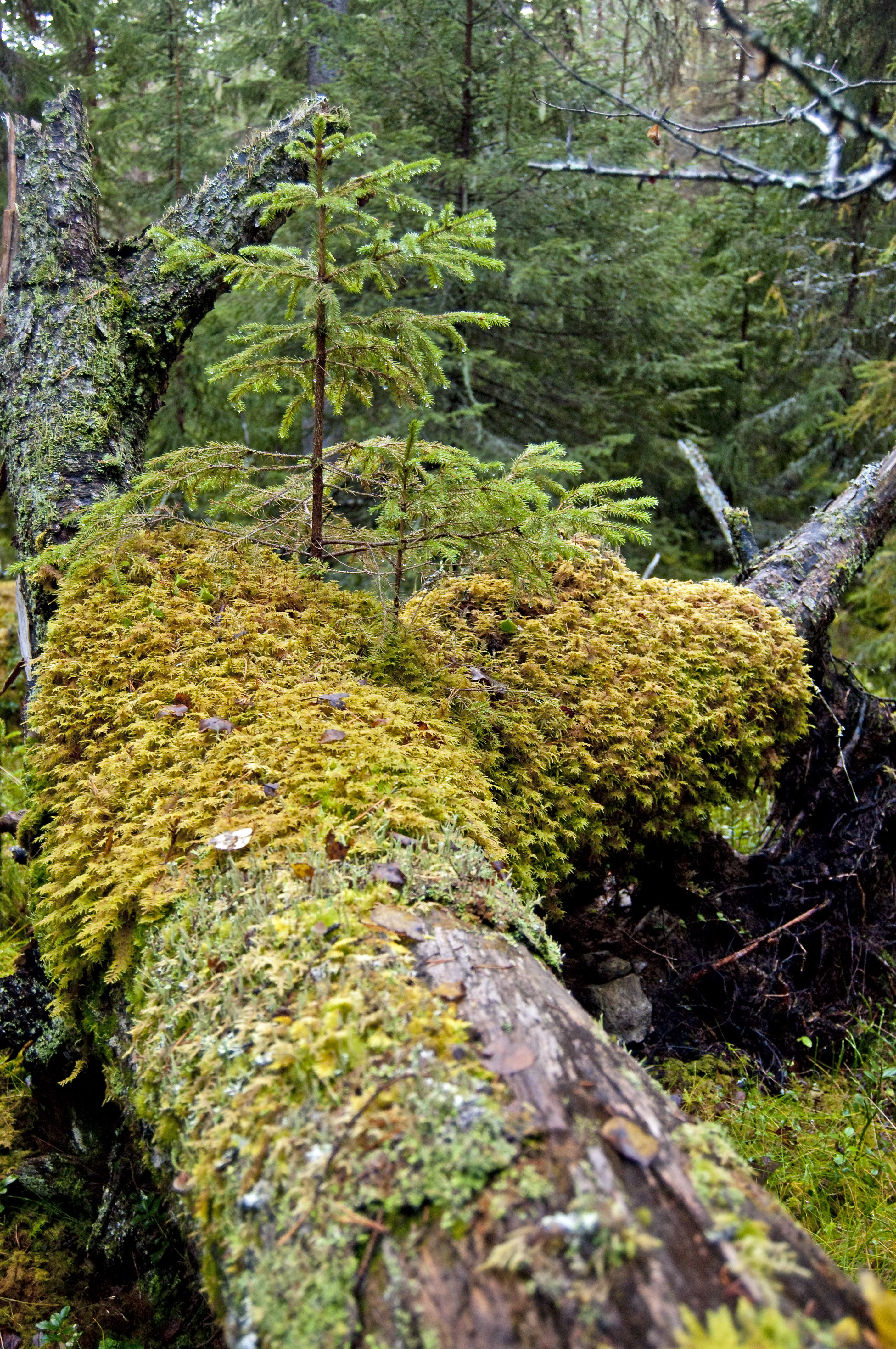
Een omgevallen boomstam wordt afgebroken door reducerende organismen die voedingsstoffen vrijmaken voor nieuw leven

De nutriëntenkringloop (Engels: nutrient cycle) is een fundamenteel proces in de ecologie waarbij minerale voedingsstoffen zoals koolstof, stikstof, fosfor en zwavel door de abiotische en de biotische natuur circuleren.  Een verwante term is ecologische recycling.
Doordat voedingsstoffen weer beschikbaar komen voor primaire productie, kan een ecosysteem duurzaam in stand blijven. In tegenstelling tot energie, die in de vorm van warmte verloren gaat, worden voedingsstoffen continu gerecycled in het milieu. De nutriëntenkringloop verloopt via de bodem, het water en de atmosfeer en wordt beïnvloed door zowel natuurlijke processen als menselijke activiteiten. Onderzoek naar de nutriëntenkringloop is van belang voor het behoud van biodiversiteit en de bestrijding van verschillende milieuproblemen zoals eutrofiëring en stikstofproblematiek.
Dankzij computationele modellering zijn nutriëntenkringlopen op lokale, regionale en mondiale schaal steeds beter in kaart gebracht. Thema's die hiermee samenhangen zijn mestverwerking, het verbeteren en beschermen van bodemkwaliteit (of gewasopbrengsten), koolstofvastlegging en precisiefertigatie. Nutriëntenkringlopen worden bij voorkeur op een zo laag mogelijk niveau gesloten. Dit betekent bijvoorbeeld dat meststoffen uit landbouwgrond zoveel mogelijk binnen het landbouwsysteem worden hergebruikt, of dat organisch afval in stedelijke gebieden wordt verwerkt tot compost die weer lokaal wordt toegepast. 